# Candice Accola

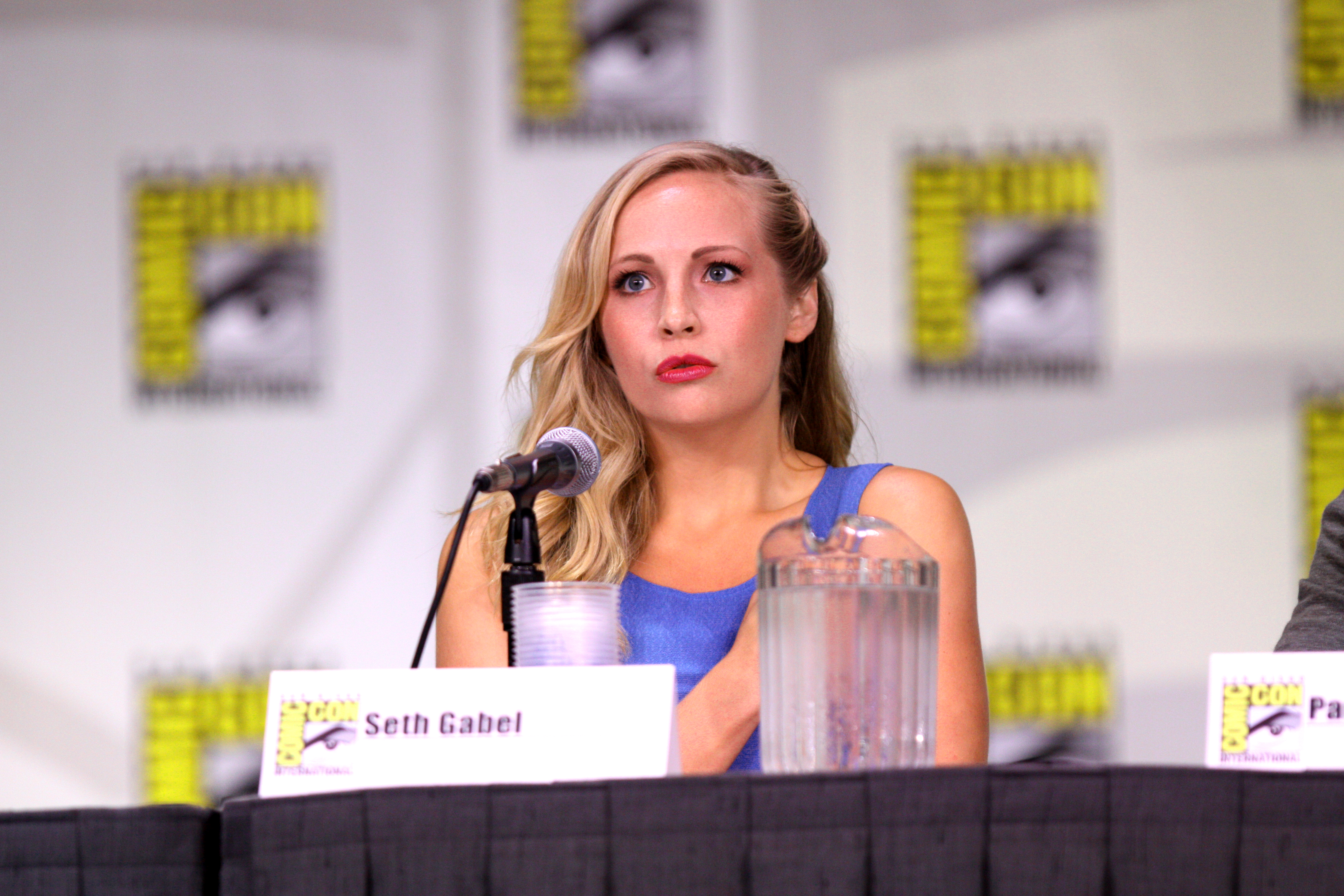
Candice Accola en la Convención Internacional de Cómics de San Diego en 2011.

Candice Rene Accola (; Houston, 13 de mayo de 1987) es una actriz y cantautora estadounidense conocida por su papel de Caroline Forbes en la serie de The CW, The Vampire Diaries.

## Primeros años
Accola nació en Houston, Texas, hija de Carolyn Clark, ingeniera ambiental antes de convertirse en ama de casa, y Kevin Accola, cirujano cardiotorácico. Es de ascendencia inglesa, suiza, francesa y noruega. Creció en Edgewood, Florida y asistió a la Escuela Preparatoria Highland Lago. Sus padres son miembros activos del partido político republicano local. Candice tiene un hermano menor, Kree Thomas Accola.

## Carrera

### Música
En diciembre de 2006, Accola lanzó su álbum debut, It's Always the Innocent Ones, de forma independiente en los Estados Unidos. Accola coescribió trece de las catorce canciones del disco. La pista restante fue una versión de hit de Til Tuesday "Voices Carry". En 2008, el álbum fue relanzado en Japón y logró un gran éxito.
Candice Accola ha estado presente como cantante soporte y corista en la gira de Hannah Montana & Miley Cyrus: Best of Both Worlds Concert de Miley Cyrus y apareció como ella misma en 2008 en la película del concierto 3D de dicha gira. En febrero de 2011, Accola realizó una versión de "Eternal Flame" de The Bangles en la serie The Vampire Diaries.

### Actuación
Ha participado en películas como On the Doll junto a Brittany Snow, Pirate Camp, The Truth About Angels y tuvo un pequeño papel en la premiada película Juno. También ha participado en series como Supernatural, Drop Dead Diva ,The Originals y Greek.
También ha prestado su voz para la campaña de Lymenaíde, en contra de la Enfermedad de Lyme, contando su experiencia personal.
- The Vampire Diaries

The Vampire Diaries ha sido el trampolín para la fama tanto para Candice Accola como para la mayoría del elenco. La actriz actualmente no se sabe en que esta trabajando, pero como ya sabemos y muy a nuestro pesar The Vampire Diares llegó a su fin el 10 de marzo, con 8 temporadas que ha sido transmitida por The CW y Warner Channel para Latinoamérica, tuvo una gran pasada por la última entrega de los Teen Choice Awards 2010 ganando 7 premios, entre los que se destacan Mejor Serie de Fantasía/Sci-Fi y Mejor Serie Revelación. También en los People's Choice Award 2010 ganando Mejor Drama Nuevo de TV.

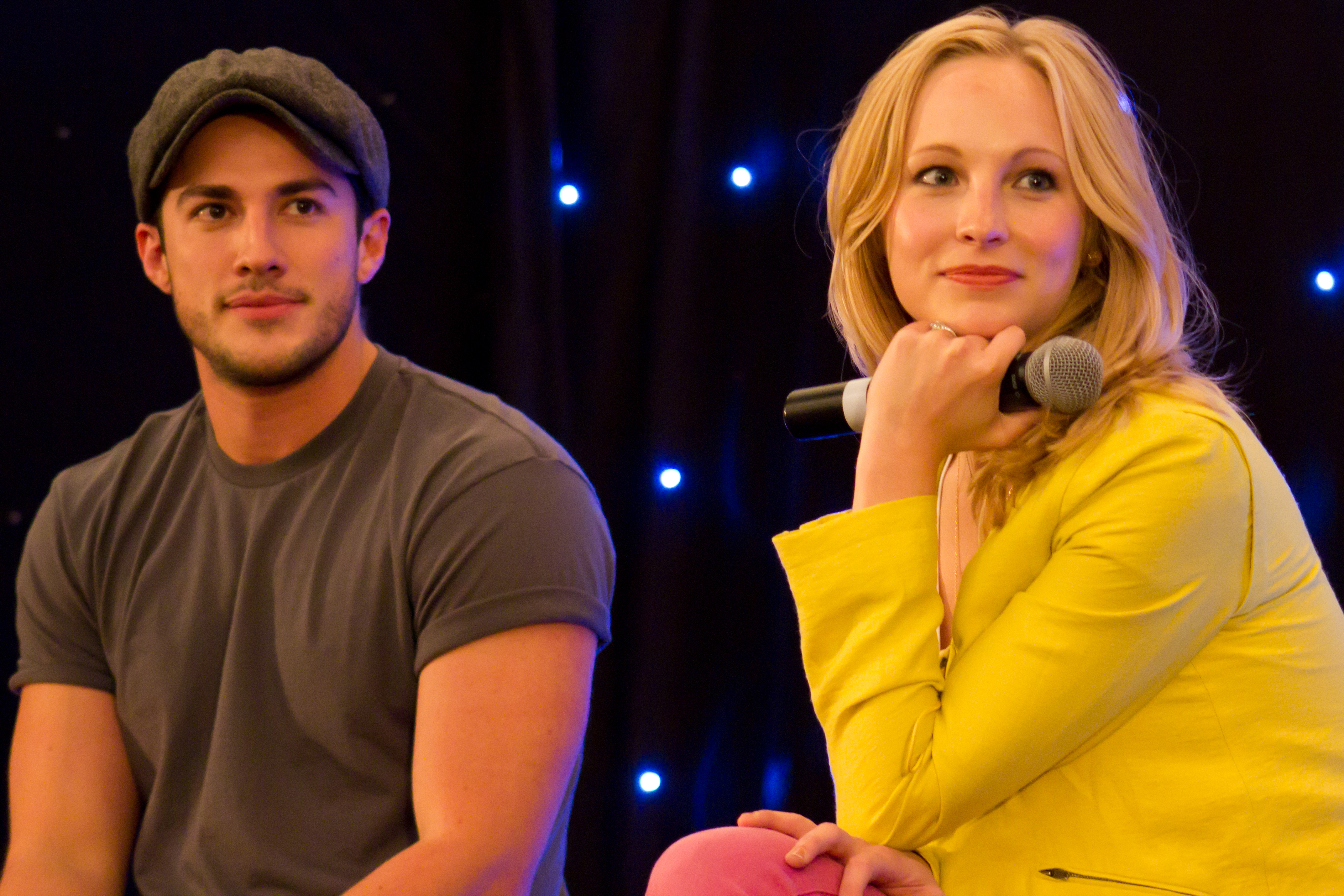
Candice Accola junto a su compañero de elenco de The Vampire Diaries Michael Trevino.

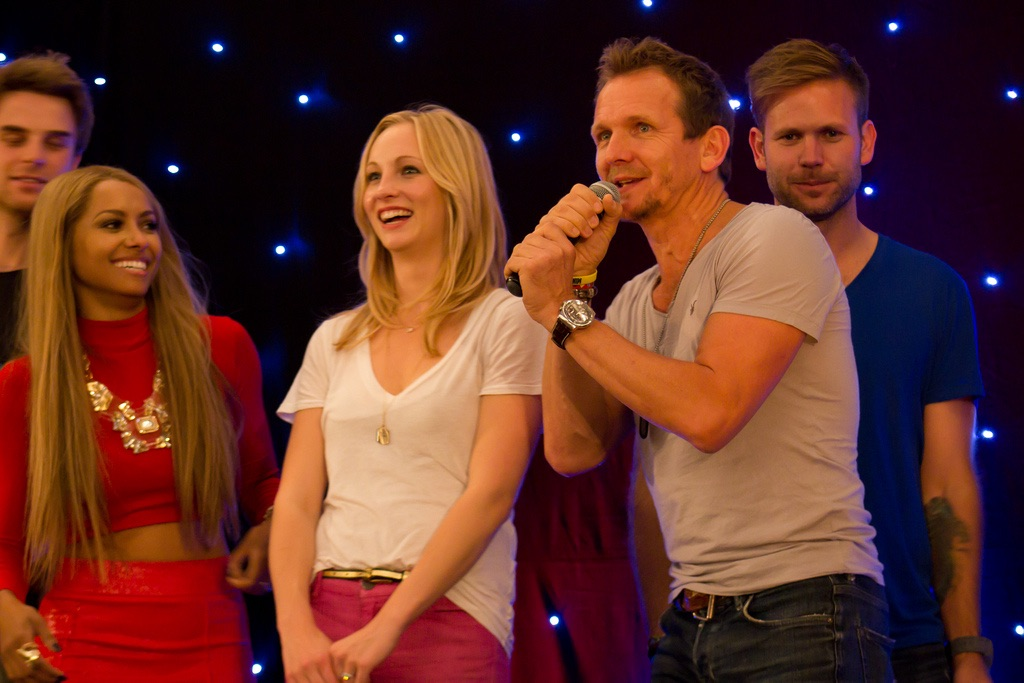
Candice Accola, junto a sus compañeros de The Vampire Diaries Nathaniel Buzolic, Katerina Graham, Matt Davis y Sebastian Roché.

El rol de Candice es el de Caroline Forbes, una joven un tanto superficial que debe vivir el drama de un padre ausente, una difícil relación con su madre sheriff, amigas que muchas veces no la soportan y romances muchas veces no correspondidos. Cuando Caroline se transforma en vampiro, todo cambia para ella. Su rol comparte principalmente escenas con Elena Gilbert (Nina Dobrev), Bonnie Bennett (Katerina Graham) y Matt Donovan (Zach Roerig), su novio en la primera y mitad de segunda temporada.
Pero a partir de la segunda temporada su personaje atrae mucho más la atención. Transformada en vampiro cambia en muchos sentidos para bien, y tendrá un romance con el también novato hombre lobo Tyler Lockwood (Michael Trevino). Mientras que en la tercera y cuarta temporada, interactúa con Klaus, -personaje antagonista interpretado por Joseph Morgan- quién, enamorado de ella, ha sido rechazado repetidas veces hasta confesar lo que siente por él en la quinta. En la sexta temporada mantiene una relación con uno de los personajes principales, Stefan Salvatore (Paul Wesley).

## Vida personal
Contrajo matrimonio con el guitarrista de The Fray, Joe King, en la ciudad de Nueva Orleans, el 18 de octubre de 2014. A la boda acudieron otros intérpretes de The Vampire Diaries, entre ellos Paul Wesley, Nina Dobrev, Phoebe Tonkin y Claire Holt. El 31 de agosto de 2015 reveló mediante Instagram que estaba embarazada por primera vez. El 15 de enero de 2016 dio a luz a su primera hija, Florence May King. El 19 de agosto de 2020 anunció por redes sociales que estaba embarazada por segunda vez. Dio a luz a su segunda hija, Josephine June King, el 1 de diciembre de 2020. En mayo del 2022 se anunció que Accola solicitó el divorcio después de siete años de matrimonio alegando "diferencias irreconciliables".
Junto con sus compañeros de reparto de la serie The Vampire Diaries, Michael Trevino e Ian Somerhalder, son partidarios de Proyecto It Gets Better, cuyo objetivo es prevenir el suicidio entre los jóvenes de la comunidad LGBT.
A pesar de que sus padres son republicanos, Candice mostró su apoyo por el entonces presidente demócrata Barack Obama. Accola es una activista de los derechos de la comunidad homosexual.

## Filmografía

### Cine
| Películas | Películas                                                 | Películas      | Películas    |
| Año       | Título                                                    | Papel          | Notas        |
| --------- | --------------------------------------------------------- | -------------- | ------------ |
| 2007      | Pirate Camp                                               | Annalisa / Tom | Protagonista |
| 2007      | Juno                                                      | Amanda         | Extra        |
| 2007      | On the Doll                                               | Melody         | Protagonista |
| 2007      | X's & O's                                                 | Amiga de Gwen  | Extra        |
| 2008      | Hannah Montana & Miley Cyrus: Best of Both Worlds Concert | Corista        | Secundario   |
| 2008      | Deadgirl                                                  | JoAnn          | Protagonista |
| 2009      | Love Hurts                                                | Sharon         | Secundario   |
| 2010      | Kingshighway                                              | Sophia         | Secundario   |
| 2011      | The Truth About Angels                                    | Caitlin Stone  | Secundario   |
| 2018      | Splitting the Bill                                        |                | Vídeo corto  |
| 2020      | After: en mil pedazos                                     | Kimberly       | Secundario   |

### Televisión
| Series de Televisión | Series de Televisión                       | Series de Televisión                | Series de Televisión                          |
| Año                  | Título                                     | Papel                               | Notas                                         |
| -------------------- | ------------------------------------------ | ----------------------------------- | --------------------------------------------- |
| 2007                 | How I Met Your Mother                      | Amy                                 | Episodio: "Something Borrowed"                |
| 2009                 | Supernatural                               | Amanda Heckerling                   | Episodio: "After School Special"              |
| 2009                 | Greek                                      | Alice                               | Episodio: "Isn't It Bro-mantic?"              |
| 2009—2017            | The Vampire Diaries                        | Caroline Forbes                     | The CW. Personaje principal                   |
| 2010                 | Drop Dead Diva                             | Jessica Orlando                     | Episodio: "Begin Again"                       |
| 2012                 | Dating rules for my future self            | Chloe Cunningham / Chloe del futuro | Personaje principal (T 2). También productora |
| 2018                 | The Originals                              | Caroline Forbes                     | Recurrente, 5 episodios (temporada 5)         |
| 2019                 | The Orville                                | Solana Kitan                        | Episodio: "Home"                              |
| 2021                 | Legacies                                   | Caroline Forbes                     | Voz. Episodio: "Salvatore: The Musical!"      |
| 2021                 | Christmas in Tune                          | Belle                               | Protagonista, película de TV                  |
| 2022                 | Suitcase Killer: The Melanie McGuire Story | Melanie McGuire                     | Protagonista, película de TV                  |

## Premios y nominaciones
| Año  | Premios            | Nominación               | Papel           | Resultado |
| ---- | ------------------ | ------------------------ | --------------- | --------- |
| 2012 | Teen Choice Awards | Mejor robaescenas: Mujer | Caroline Forbes | Ganadora  |
| 2014 | Teen Choice Awards | Mejor robaescenas: Mujer | Caroline Forbes | Ganadora  |

## Discografía
| Año  | Álbum                         |
| ---- | ----------------------------- |
| 2006 | It's Always the Innocent Ones |